# Karl Liebknecht
Karl Paul August Friedrich Liebknecht (pronunciado /liːpknɛçt/ (escucharⓘ); Leipzig, Reino de Sajonia, 13 de agosto de 1871 - Berlín, República de Weimar, 15 de enero de 1919) fue un político y activista comunista alemán, cofundador con Rosa Luxemburgo de la Liga Espartaquista y el Partido Comunista de Alemania. Se le conoce, sobre todo, por su oposición en el Reichstag a la Primera Guerra Mundial y por su papel en el Levantamiento Espartaquista en 1919. El levantamiento fue aplastado por el gobierno socialdemócrata de Friedrich Ebert y los Freikorps, unidades del tipo milicias privadas formadas por veteranos de la Primera Guerra Mundial. El 15 de enero, durante el alzamiento, Luxemburgo y Liebknecht fueron detenidos por tropas regulares en Berlín y asesinados ese mismo día.

## Vida

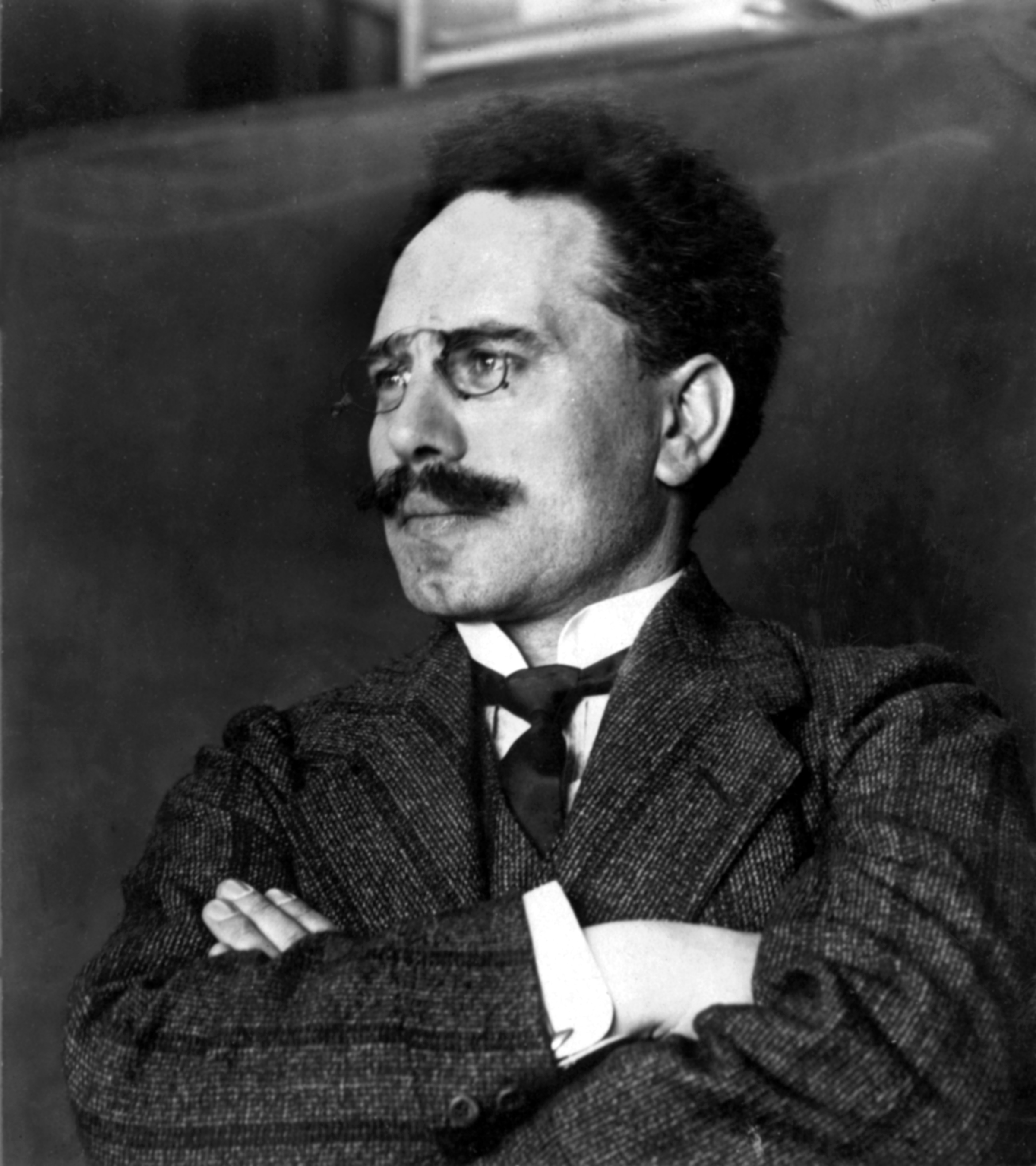
Karl Liebknecht en 1911.

Era hijo del político revolucionario Wilhelm Liebknecht, uno de los fundadores del Partido Socialdemócrata de Alemania (SPD). Creció en la pobreza y, a causa del encarcelamiento del padre, no pudo recibir formación académica. Sin embargo, se dedicó a estudiar por su cuenta. El partido financió sus estudios universitarios de Derecho y Economía. Liebknecht participó en el movimiento socialista desde su juventud. 
Tras cumplir el servicio militar, comenzó su carrera de abogado en Westfalia. Se hizo famoso al defender a un grupo de campesinos acusados de intentar implantar el comunismo en tierras alemanas. Miembro activo del SPD, en 1907 funda en Stuttgart la "Unión Internacional de Organizaciones Socialistas Juveniles". Ese  mismo año fue encarcelado tras escribir el libro "Militarismo y antimilitarismo" en contra del militarismo alemán. En 1908, a pesar de seguir en prisión, consigue un escaño en la Cámara de Diputados de Prusia. En 1912 fue elegido miembro del Reichstag (parlamento nacional).
Al estallar la Primera Guerra Mundial, se opuso a la participación de Alemania, enfrentándose a todos los políticos, incluso a los de su partido, y votando, como lo hiciera su padre anteriormente, en contra de los créditos de guerra. Tras ser reclutado por el ejército, actuó como sepulturero en el frente ruso. Fue licenciado por el trauma que le supuso tal experiencia.

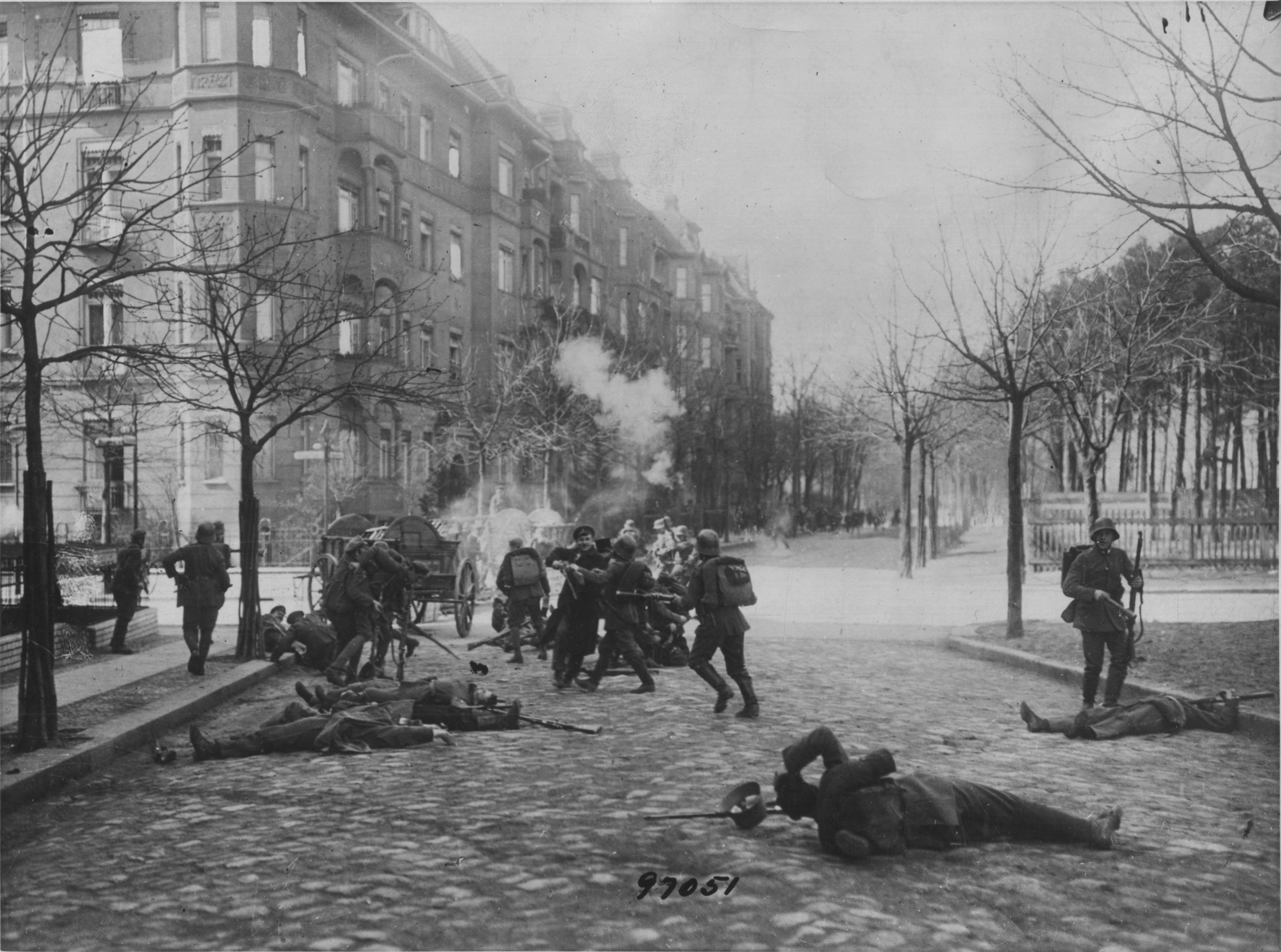
Liebknecht participó en la Revolución de noviembre a favor de los revolucionarios.

Conoció a Rosa Luxemburgo y a Clara Zetkin, con las que fundó una facción radical del SPD, los espartaquistas, que se oponía a la política bélica del país. Este nombre procede de una serie de artículos escritos por el propio Liebknecht, en los que hacía un llamamiento en favor de la oposición revolucionaria a la guerra y que firmó con el seudónimo de Espartaco.
Después de enfrentarse al líder de su partido y recriminarle sus "ideas patrióticas", fue expulsado del SPD el 1 de enero de 1916. Durante una manifestación antibélica en 1916, fue detenido junto con Rosa Luxemburgo. Se le declaró culpable de alta traición y fue encarcelado. Fue condenado a dos años de trabajos forzados y desposeído de sus derechos civiles.
La guerra y sus secuelas provocaron que, en el otoño de 1918, estallara en Kiel (Alemania) la Revolución de noviembre. Rápidamente Liebknecht fue puesto en libertad para intentar aplacar a los revolucionarios. Pero su grupo era minoritario, y la mayoría de sus dirigentes revolucionarios eran fieles al SPD. En ese momento fundó el Partido Comunista de Alemania (KPD), junto con Rosa Luxemburgo y otros radicales.
Al proclamarse la República de Weimar, el socialdemócrata Friedrich Ebert formó un gobierno provisional en noviembre de 1918. Liebknecht se opuso a dicho gabinete y lideró una insurrección espartaquista en enero de 1919, en la cual ocupó un lugar como miembro del Comité Militar Revolucionario.
Durante un enfrentamiento entre la policía y revolucionarios, fueron detenidos Liebknecht y Rosa Luxemburgo y asesinados durante el traslado a la cárcel por orden de Waldemar Pabst.